# Delirijant
Delirijanti su vrsta halucinogenih tvari. To su psihoaktivne tvari koje izazivaju delirij (akutno stanje konfuzije), a nerijetko i vrlo neugodne halucinacije, zbog čega nisu popularni u rekreativnoj primjeni.
Delirijanti su:
- - Atropin
  - Skopolamin

## Shema djelovanja
Sljedeći Vennov dijagram pokušaj je organizacije i pružanja osnovnog prikaza najčešćih psihofarmaka u preklapajućim grupama i podgrupama bazirano na farmakološkoj klasifikaciji mehanizama djelovanja.
Predmeti u svakoj od podgrupa su približno bliski onima sa sličnim djelovanjem, te također prate ukupni smještaj sukladno legendi ispod dijagrama. Primarna preklapanja prikazana su mješanjem boja.

### Legenda
- Plavo: Jačina djelovanja stimulansa raste prema gore lijevo.
- Crveno: Jačina djelovanja depresora raste prema dolje desno.
- Zeleno: Psihodelično djelovanje halucinogena raste prema lijevo, a disocijativno prema desno. Predvidljivost učinka pada prema dolje desno, a potentnost se smanjuje prema dnu.
- Blijedoružičasto: Takozvani "antipsihotici". Novi kontroverzni dodatak grafikonu.

#### Podsekcije
- Bijelo: Preklapanje svih tri glavnih sekcija (Stimulansi, Depresori i Halucinogeni) — Primjer: kanabis ima efekte iz sva tri odjeljka.
- Magenta (purpurno): Preklapanje Stimulansa (Plavo) i Depresora (Crveno) — Primjer: nikotin ima učinke oba.
- Cijan (svjetlo plavo): Preklapanje stimulansa (Plavo) i psihodelika (Zeleno) — Glavni psihodelici imaju i stimulirajući učinak.
- Žuto : Preklapanje Depresora (Crveno) i disocijativa (Zeleno) — Glavni disocijativi imaju depresivni učinak.